# Канн, Салме
Салме Канн (эст. Salme Kann; 31 января 1881, Канепи, Старо-Пигантская волость, Верроский уезд, Лифляндская губерния, ныне уезд Пылвамаа, Эстония — 26 октября 1957, Тарту) — эстонский вокальный педагог и хоровой дирижёр. Дочь педагога и музыканта Ханса Канна (1849—1932), руководившего известным народным хором.
В 1902 году поступила в Санкт-Петербургскую консерваторию, где сперва занималась в вокальном классе Елизаветы Цванцигер, затем в 1904—1906 гг. у Каролины Джиральдони. В 1906—1907 гг. училась игре на фортепиано у Теодора Лешетицкого. Затем продолжила занятия вокалом в Милане (1908) и Флоренции (1909—1910).
В 1911 году вернулась в Российскую империю. В годы Первой мировой войны служила медсестрой в Москве, Воронеже и Пензе. С обретением Эстонией независимости в 1920 году обосновалась в Тарту. Вплоть до Второй мировой войны частным образом преподавала вокал. С 1926 года руководила женским хоровым коллективом.
С 1940 г. и до конца жизни преподавала вокал в Тартуском музыкальном училище; в 1944 г. исполняла обязанности директора училища. Среди учеников Канн — Маргарита Миглау, Кальмер Тенносаар, Оскар Виханди.
Сестра — лингвист и педагог Каллиста Канн.